# Водний кефір
Водний кефір (інші назви — індійський морський рис, морський гриб, індійський рис, рисовий гриб, китайський морський рис, китайський гриб, японський гриб, живий рис) — один із різновидів адаптованої до вирощування у домашніх умовах зооглеї. Є продуктом взаємодії бактерій та дріжджів у полісахаридній матриці, яку створюють бактерії. Як і в кефірі, мікроби в водному кефірі перебувають у симбіозі задля підтримання стабільності культури.

## Культури
Культури водного кефіру зустрічаються по всьому світу, і немає двох абсолютно однакових культур; але типові гранули містять суміш бактерій Lactobacillus, Streptococcus, Pediococcus і Leuconostoc, а також дріжджі Saccharomyces, Candida, Kloeckera та, можливо, інші. Бактерії Lactobacillus brevis були визначені як вид, відповідальний за виробництво полісахариду декстрану, який утворює «зерна».
Як і у випадку з «зернами» молочного кефіру, мікроби, присутні в водному кефірі, діють у симбіозі, щоб підтримувати стабільну культуру. Водний кефір може робити це в багатьох різних солодких рідинах, харчуючись цукром та виробляючи молочну кислоту, спирт (етанол) та вуглекислий газ, який газує напій.

## Походження
Походження зерен водного кефіру достеменно невідоме. Зерна під назвою «рослинка імбирового лимонаду», які за словами Мартінуса Беєрінка привезли до своєї країни британські солдати після повернення з Кримської війни в 1855 році, були визначені Уордом як «напій, що містить симбіотичну суміш дріжджів і бактерій, з достатньою кількістю азотної органічної речовини та бурякового цукру або тростинного цукру у його водному розчині». Цей опис, ймовірно, є першим опублікованим описом культури водного кефіру. Як іншу теорію, Лутц (1899) повідомив про «зерна тибі», що були зібрані з листя мексиканського кактуса (Opuntia). Потім ці гранули можна було відновити у розчині цукру та води для розмноження зерен водного кефіру. Інше дослідження виявило подібну культуру водного кефіру, виготовлену з бактерій, вирощених із відомих культур із подібними властивостями.
Водний кефір використовується для приготування сорту тепаче, відомого як тепаче де тібікос. «Рослинка імбирового лимонаду» також є різновидом водного кефіру.

## Приготування

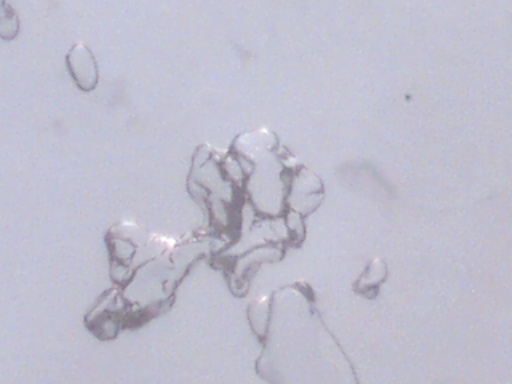
Колонія водного кефіру під мікроскопом (200×)

Основний метод приготування полягає в тому, що зерна водного кефіру додають до солодкої рідини та ферментують розчин від 24 до 48 годин. Воду зберігають при кімнатній температурі 20-30 °C. Якщо температура наближається до верхньої межі цього діапазону, період бродіння скорочується. Типовий рецепт може містити культуру водного кефіру, родзинки та воду. Деякі інгредієнти перешкоджають бродінню, наприклад хлор у водопровідній воді або консерванти в сухофруктах (сульфіти). Використовувані фрукти міняють та змішують для створення різних смаків.
Щоб зберегти культури здоровими, вживаються додаткові запобіжні заходи. Використання реактивних металів, таких як алюміній, мідь або цинк, зводять до мінімуму, оскільки кислотність розчину витягуватиме ці метали, завдаючи шкоди культурі. Натомість зазвичай використовуються пластикові, безсвинцеві керамічні або скляні контейнери. Рекомендується культивувати зерна в скляній банці, а для обробки зерна використовувати чистий пластиковий або дерев'яний посуд.
Дослідники продемонстрували антимікробну дію водного кефіру, використовуючи зерна для ферментації різних джерел цукру, а саме патоки, цукру демерара та коричневого цукру. Коричневий цукор спричинив найбільшу антимікробну дію проти мікроорганізмів Candida albicans, Salmonella typhi, Shigella sonnei, Staphylococcus aureus і Escherichia coli.
Для росту зерен водного кефіру необхідна певна буферна місткість води та/або концентрація кальцію. При необхідності буферну місткість можна підвищити, додавши трохи гідрокарбонатної мінеральної води. Необхідні мікроелементи можна забезпечити, додавши краплю питного бішофіту.

## Вплив на здоров'я

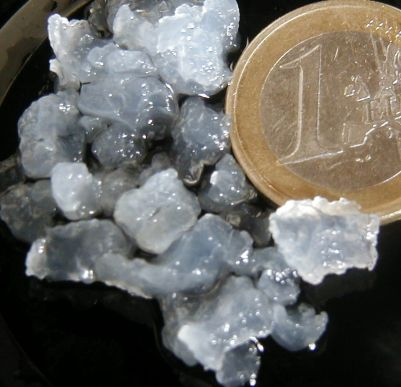
Зерна водного кефіру

Дрібні, напівпрозорі зернята, які нагадують рис, не що інше, як симбіоз дріжджового грибка та оцтовокислої бактерії (зооглея). Напій добре втамовує спрагу, органічні кислоти та інші біологічно активні речовини, які містяться в ньому, поліпшують апетит, активізують роботу кишки, діють як легке проносне. Пити такий напій можна не всім. Він не рекомендується тим, хто має проблеми з печінкою та жовчогінними шляхами, підшлунковою залозою, у разі гастриту, виразки шлунка та дванадцятипалої кишки, а також при захворюваннях шлунка, що супроводжується порушенням його діяльності.

## Виноски
1. ↑  Horisberger, M.; Bauer, H.; Bauer, Heinz (December 1980). The structural organization of the Tibi grain as revealed by light, scanning and transmission microscopy. Archives of Microbiology. 128 (2): 157—161. doi:10.1007/BF00406153.
2. 1 2  Pidoux, M. (June 1989). The microbial flora of sugary kefir grain (the gingerbeer plant): biosynthesis of the grain from Lactobacillus hilgardii producing a polysaccharide gel. World Journal of Microbiology and Biotechnology. 5 (2): 223—38. doi:10.1007/BF01741847.
3. 1 2  Laureys, David; De Vuyst, Luc (April 2014). Microbial Species Diversity, Community Dynamics, and Metabolite Kinetics of Water Kefir Fermentation. Applied and Environmental Microbiology. 80 (8): 2564—2572. Bibcode:2014ApEnM..80.2564L. doi:10.1128/AEM.03978-13. ISSN 0099-2240. PMC 3993195. PMID 24532061.
4. ↑  Fiorda, Fernanda Assumpção; de Melo Pereira, Gilberto Vinicius; Thomaz-Soccol, Vanete; Rakshit, Sudip Kumar; Pagnoncelli, Maria Giovana Binder; de Souza Vandenberghe, Luciana Porto; Soccol, Carlos Ricardo (September 2017). Microbiological, biochemical, and functional aspects of sugary kefir fermentation - A review. Food Microbiology. 66: 86—95. doi:10.1016/j.fm.2017.04.004.
5. ↑  Ward, Harry Marshall (1 січня 1892). The ginger-beer plant, and the organisms composing it: A contribution to the study of fermentation-yeasts and bacteria. Philosophical Transactions of the Royal Society of London (B.). 183: 125—197. doi:10.1098/rstb.1892.0006.
6. ↑  Cufaoglu, Gizem; Erdinc, Ayse Nur (8 січня 2023). An alternative source of probiotics: Water kefir. Food Frontiers. 4: 21—31. doi:10.1002/fft2.200.
7. ↑  Lutz, L. (1899). Recherches biologiques sur la constitution du Tibi. Bull. Soc. Mycol. France. 15: 68—72.
8. ↑  Stacey, M.; Youd, F. R. (November 1938). A note on the dextran produced from sucrose by Betacoccus arabinosaceous haemolyticus. Biochem. J. 32 (11): 1943—1945. doi:10.1042/bj0321943. PMC 1264277. PMID 16746830.
9. ↑  Romero-Luna, Haydee Eliza; Hernández-Sánchez, Humberto; Dávila-Ortiz, Gloria (3 серпня 2017). Traditional fermented beverages from Mexico as a potential probiotic source. Annals of Microbiology. 67: 577—586. doi:10.1007/s13213-017-1290-2.
10. ↑  Encouraging Water Kefir Grains to Multiply: 7 Tips for Happy & Healthy Grains. 23 червня 2022.
11. ↑  How to Brew Water Kefir: Your #1 Guide to DIY Water Kefir. 8 лютого 2021.
12. ↑  Silva, Karoline; Rodrigues, Sheila; Filho, Lauro Xavier; Lima, Alvaro S. (29 липня 2008). Antimicrobial Activity of Broth Fermented with Kefir Grains. Applied Biochemistry and Biotechnology. 152: 316—325. doi:10.1007/s12010-008-8303-3.
13. ↑  Laureys, David; Aerts, Maarten; Vandamme, Peter; De Vuyst, Luc (13 грудня 2019). The Buffer Capacity and Calcium Concentration of Water Influence the Microbial Species Diversity, Grain Growth, and Metabolite Production During Water Kefir Fermentation. Frontiers in Microbiology. 10: 2876. doi:10.3389/fmicb.2019.02876.{{cite journal}}:  Обслуговування CS1: Сторінки із непозначеним DOI з безкоштовним доступом (посилання)
14. ↑  Beer, Andre-Michael; Uebelhack, Ralf; Pohl, Ute (15 лютого 2016). Efficacy and tolerability of hydrogen carbonate-rich water for heartburn. World Journal of Gastrointestinal Pathophysiology. 7(1): 171—180. doi:10.4291/wjgp.v7.i1.171.{{cite journal}}:  Обслуговування CS1: Сторінки із непозначеним DOI з безкоштовним доступом (посилання)